# Library Journal

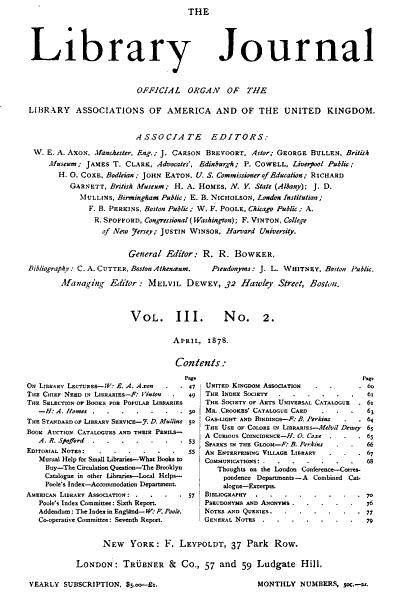
Library Journal Volym 3, No. 2, 1878.

Library Journal är en amerikansk facktidskrift för bibliotekarier. Tidskriften grundades 1876 av och är den  bibliotekstidskrift i världen med störst upplaga, omkring 100 000 exemplar.